# Giscaro
Giscaro é uma comuna francesa na região administrativa de Occitânia, no departamento de Gers. Estende-se por uma área de 5,4 km². Em 2010 a comuna tinha 101 habitantes (densidade: 18,7 hab./km²).